# Julio Manzur
Pour les articles homonymes, voir Manzur.
Julio César Manzur Caffarena, né le 22 janvier 1981 d’un père libanais et d’une mère paraguayienne, est un footballeur paraguayen. Il joue au poste de défenseur central avec l'équipe du Paraguay et le Club Rubio Ñu. Il mesure 1,88 m pour 73 kg.

## En équipe nationale
Il a fait ses débuts internationaux le 14 juillet 2004 contre l'équipe du Brésil, dans le cadre de la Copa América. 
Il fut finaliste lors de la compétition de football aux Jeux olympiques d'été de 2004. Il était titulaire lors des six matchs disputés par le Paraguay.
Manzur participe à la coupe du monde 2006 avec l'équipe du Paraguay. 

## Palmarès
- 28 sélections avec l'équipe du Paraguay de football
- Médaille d'argent aux Jeux olympiques de 2004 avec le Paraguay